# 得土安區
得土安（西班牙語：Tetuán）是西班牙首都馬德里的21個區之一，下轄有6個区份。得土安這一區名取自於摩洛哥同名城市得土安。

## 外部連結
维基共享资源上的相關多媒體資源：Tetuán
- Aquí Tetuán

40°25′02″N 3°42′19″W / 40.41722°N 3.70528°W